# Araguaína
Araguaína là một đô thị thuộc bang Tocantins, Brasil. Đô thị này có diện tích 4000 km², dân số năm 2007 là 117059 người, mật độ 29,26 người/km².